# Eline Gøye
Eline Gøye, död den 20 februari 1563, var en dansk författare och adelsdam. Hon var dotter till Mogens Gøye och syster till Birgitte Gøye.
Eline Gøye var i första giftet maka till Maurits Olufsen Krognos och mor till den rike Oluf Mauritsen Krognos, som äktade Anna Hardenberg. Hon blev särskilt bekant genom den stora jordebok (utgiven 1892 av Anders Thiset) hon lät avfatta inte bara över sina och sin 1550 avlidne makes gods, utan också över hans och hennes föräldrars jordagods. Den lämnar viktiga upplysningar om dansk adels egendomsförhållanden på 1500-talet.